# Chromatomyia scabiosae
Chromatomyia scabiosae este o specie de muște din genul Chromatomyia, familia Agromyzidae, descrisă de Friedrich Georg Hendel în anul 1935.
Este endemică în Germania. Conform Catalogue of Life specia Chromatomyia scabiosae nu are subspecii cunoscute.